# Kenny Brown (cestista)
Kenneth Brown, detto Kenny (Florissant, 17 febbraio 1981), è un ex cestista statunitense.

## Carriera
Con gli Stati Uniti ha disputato i Campionati americani del 2001.